# Dispersie (dieren)

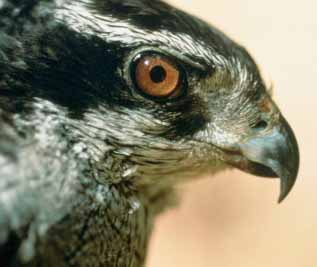
Havik (vrouwtje)

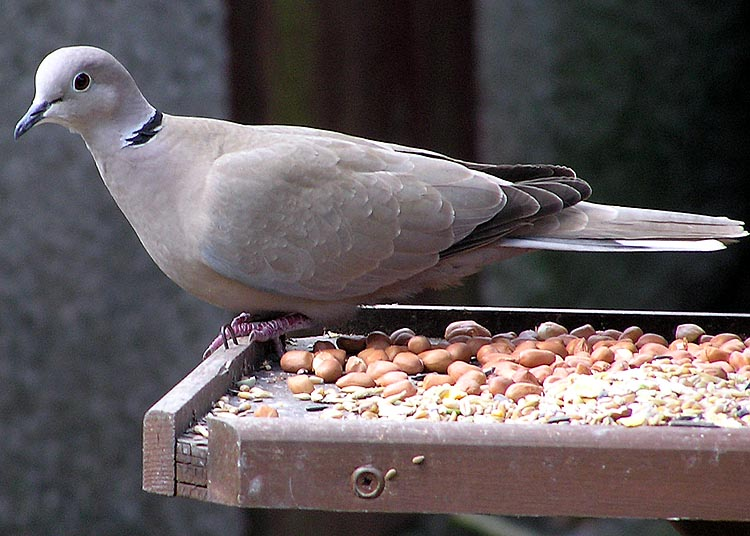
Turkse tortel

Dispersie van juvenielen is het uitzwerven, nadat ze zelfstandig zijn geworden. Ze gaan dan op zoek naar een eigen leefgebied. Dit uitzwerven is ongericht in tegenstelling tot de trek, die altijd gericht is. In Noordwest-Europa kan dispersie dus ook noordwaarts gaan, terwijl de trek in de herfst altijd zuidwaarts gaat.
Een goed voorbeeld van dispersie zien we bij de havik. Dit is een echte standvogel. De juvenielen worden 10–25 km van de geboorteplaats in alle richtingen teruggemeld. Andere voorbeelden zijn: torenvalk, blauwe reiger, turkse tortel, boommarter, vos en egel.
Dispersie (ongericht) kan in het najaar deels overgaan in trek (gericht). Dit hoeft echter niet. Bij de havik bijvoorbeeld is dit niet het geval.